# Оголос
О́голос в консонантній писемності — додавання в текст додаткових знаків, що позначають голосні звуки та інші нюанси вимови (наприклад, подвоєння приголосних). Самі ці знаки також називають о́голосами. В арабській писемності о́голоси називаються ташкіл (загалом) і харакат (лише голосні), в єврейській — нікуд. Знаки оголосу було винайдено пізніше, ніж приголосні знаки.
В ідеографічній писемності подібну функцію виконує фонетична транскрипція (фуріґана та ромадзі в японській писемності, чжуїнь та піньїнь в китайській), розміщена над ієрогліфами. Цю транскрипцію називають аґат або рубі, за назвою використовуваного шрифту.